# Alarmcentralerne i Danmark
Alarmcentralerne i Danmark besvarer alarmtelefonnummeret der benyttes når der opstår en ulykke eller en kriminel handling der kræver politi, ambulance eller brandvæsen. I Danmark er alarmtelefonnummeret 112.

## Lokationer
Der findes 3 alarmcentraler i Danmark:
1. Alarmcentralen for Storkøbenhavn
2. Beredskabsstyrelsens alarmcentral i Århus
3. Beredskabsstyrelsens alarmcentral i Slagelse

Ved at ringe 112 bliver man sat i forbindelse med en af disse alarmcentraler.